# 梅尔茨基兴
梅尔茨基兴是德国莱茵兰-普法尔茨州的一个市镇。总面积18.46平方公里，总人口709人，其中男性376人，女性333人（2011年12月31日），人口密度38人/平方公里。